# ラジーヴ・ガンディー
ラジーヴ・ラトナ・ガンディー（ヒンディー語: राजीव रत्न गाँधी, 英語: Rajiv Ratna Gandhi, 1944年8月20日 - 1991年5月21日）は、インドの第9代首相。祖父はインドの初代首相を務めたジャワハルラール・ネルー、母はインドの首相を務めたインディラ・ガンディーであり、「ネルー・ガンディー王朝」の三代目である。母の死に伴い、1984年10月31日に40歳でインドの首相となり、1989年に辞職するまで務めた。

## 人物
フィローズ・ガーンディーとインディラ・ガンディーの長男として生まれる。政界入りする前のラジーヴは、パイロットとしてインディアン航空に勤務し、学生時代に知り合ったイタリア人のソニア・マイノと結婚していた。母が首相であったにもかかわらず、ラジーヴは政治には関心が無かったが、母の政治的後継者と目されていた弟サンジャイの死により、政界入りを決意したといわれる。
1984年、母インディラが暗殺されたことを受けて、インド国民会議の幹部達はラジーヴにインドの首相となるよう説得した。ラジーヴは1984年の選挙でインド国民会議を勝利に導き、議会で最多与党とした。インド国民は、腐敗の無い清潔な政治家、誠実に近代改革を行う若々しい政治家というイメージを彼に持っていた。実際、ラジーヴは政府の官僚的システムを解体、電気通信、工業、教育システムの近代化、科学技術の発展に尽力した。
外交面では、これまでのソビエト連邦寄りの姿勢から、アメリカ合衆国との関係改善、さらにインドの首相では34年ぶりに訪中して鄧小平と会見して中華人民共和国との関係回復に着手した。また、紛争中のスリランカにインド平和維持軍を派遣したが、同国の反政府組織LTTE（タミル・イーラム解放のトラ）との間で紛糾したため、結局軍を引き上げている。
その後は政治スキャンダルにより、かつての清潔なイメージを失い、1989年の選挙で敗北したが、その後も1991年までインド国民会議の首班であった。だが、同年にスリランカでのLTTE闘争に介入した事に対する報復として、LTTEによる自爆テロで暗殺された。母と同じ最期を迎えたことから、「ガンディー家の悲劇」と呼ばれた。1998年、妻のソニアがインド国民会議首班となり、2004年の選挙で同党に勝利をもたらした。息子のラーフルも政界入りしている。